# Krneki
Krneki (tudi k'r neki, kr neki) je sodobni slengovski izraz z mnogimi pomeni. Izraz izhaja iz besedne zveze kar nekaj.
Zgledi uporabe:
- Nam hočejo povedati, da je samo znotraj meja združene Evrope luč, zunaj pa razsajajo mraz, tema, nevednost in krneki?
- Če kaj, ji bo pri tem pomagal prav tisti krneki, sestavljen iz nešteto lokalnih in individualnih izrazov.
- »Slovar« je objavljen na strani www.pinkponk/krneki/index3.html. Krneki? Ja, to res kaže na poglobljenost in strokovnost ustvarjalcev.
- Ah, zakaj bi bili natančni, če pa se gremo krneki!
- Vzemi dober tekst iz Royal Courta (dramatiko »krvi in sperme«), da imaš pokritje, delaj kr neki in v dveh tednih naredi predstavo, da boš najhitrejši na svetu (ker danes čas teče s svetlobno hitrostjo), zmešaj Meyerholda in hiperrealizem, dodaj Brechta (ker si Nemec in da boš poleg ideološke imel še teoretsko podlago) in šibaj, furaj, leti, dirkaj v Avignon, Pariz, New York ... okoli sveta.
- Ko 19-letno Andrejo, ki pravi, da raje od politikov posluša house in se druži s prijateljicami, povprašamo o oceni iztekajoče se predvolilne kampanje, mladenka zavzdihne: Kr neki!